# 新宮川站
新宮川站（日语：／ Shin-Miyakawa eki */?）是隸屬於富山地方鐵道的鐵路車站，車站編號為T13，座落於富山縣中新川郡上市町內，通常只停靠普通列車，但亦有個別急行列車會停站。

## 車站結構

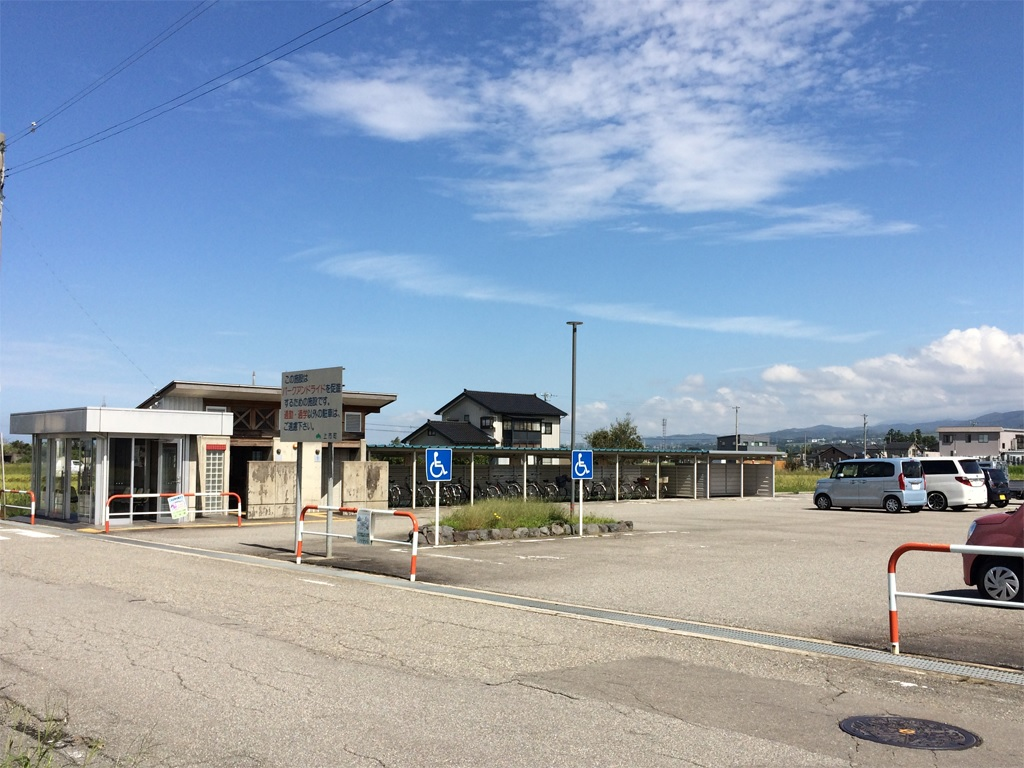
月台外的候車室及洗手間。

採用簡易車站模式，在月台外設有一座以鋼版及玻璃門所建成的候車室，內設有座椅，候車室旁邊亦建有男、女洗手間，並設有停車場作為泊車轉乘功能。

### 月台配置
至於月台則為1面1線的側式月台，不能作交換之用。全月台只用鋼版及鋼架所建成，非常簡單。出入口位於南側近月台末端，為無障礙斜道，月台中央近斜道盡頭亦設有一個簡易有蓋候車亭，過往只由木板所搭砌而成，非常殘舊，但早年已更換為組合屋式的物料。
列車靠站時，往宇奈月溫泉站方向為右側上落，往上市站方向為左側上落。
| 路線  | 方向 | 目的地                                 | 備註 |
| ----- | ---- | -------------------------------------- | ---- |
| ■本線 | 上行 | 電鐵富山方向                           |      |
| ■本線 | 下行 | 中滑川、電鐵黑部、舌山、宇奈月溫泉方向 |      |

## 利用情況
| 1日上落人數 | 1日上落人數 |
| 年度        | 1日平均人數 |
| ----------- | ----------- |
| 2011年      | 103         |
| 2012年      | 104         |
| 2013年      | 95          |
| 2014年      | 93          |
| 2015年      | 98          |

## 歷史
- 1913年6月25日：立山輕便鐵道 滑川站 - 五百石站開通，採用762mm軌距、蒸氣火車行駛，本站為中途站，稱為「江上站」[2]。
- 1917年6月25日：立山輕便鐵道改名為立山鐵道。
- 1921年3月19日：車站改名為「宮川站」[3]。
- 1924年5月20日: 車站再改名為「新宮川站」[4]。
- 1931年：

- 3月20日：富山電氣鐵道與立山鐵道合併。
- 11月6日：富山電氣鐵道上市口站（即現上市站） - 滑川站電化路段開業，本站至滑川站改用1067mm、1500V電化列車行駛。本站 - 上市站（第一代）間的762mm軌距、蒸氣火車停駛、廢線。

- 1943年1月1日：富山縣內所有鐵道會社合併於富山電氣鐵道下，改名為「富山地方鐵道」。
- 1975年4月10日：因興建北陸自動車道，車站向中加積站方向遷移約350米。
- 2019年3月16日：增設車站編號[5]。

## 相鄰車站
富山地方鐵道
■本線
特急「宇奈月」、「阿爾卑斯」
通過
急行、普通
上市（T12）－新宮川（T13）－ 中加積（T14）

## 外部連結
- 富山地方鐵道新宮川站公式網頁。 （页面存档备份，存于）（日語）